# Albina, Vaslui
Albina este un sat în comuna Ivănești din județul Vaslui, Moldova, România.